# HMS Grafton (F80)
Za druge ladje z istim imenom glej HMS Grafton.
HMS Grafton (F80) je fregata razreda type 23 Kraljeve vojne mornarice.

## Zgodovina
Ladja se je 2003 pojavila v seriji ITV kot izmišljena HMS bojna ladja HMS Suffolk.
2004 je bila fregata poslana v Perzijski zaliv. Julija istega leta je bilo oznanjeno, da bo Grafton ena izmed treh fregat tega razreda, ki bodo vzete iz uporabe do konca 2006.